# Harsiese A
Hedjkheperre Setepenamun Harsiese, o Harsiese A o I, (ḥr sȝ ȝst, "Horus fill d'Isis") va ser un rei egipci de la dinastia XXIII, durant el Tercer període intermedi. Va governar c. 870 a 850 aC.

## Biografia
Era probablement el fill del Summe Sacerdot d'Amon Sheshonq II. Va aprofitar un decret emès pel rei Osorkon II que reconeixia la ciutat de Tebes com a principat autònom per proclamar-se rei. Aquesta decisió condemnarà Egipte a romandre dividit en dos.
| G5 | H8 · Z1 | t | \| \| | Q1 |
|    |         |   |       |    |

|  |

| G5 | H8 · Z1 | t | \| \| | Q1 |
|    |         |   |       |    |

|  |

L'egiptòleg Kenneth Kitchen el va considerar un Summe Sacerdot d'Amon i el fill del també Summe Sacerdot d'Amon, Sheshonq C, tal com les proves arqueològiques suggereixen. Tanmateix, estudis recents publicats per l'egiptòleg alemany Karl Jansen-Winkeln a la revista Journal of Egyptian Archaeology ha demostrat que tots els monuments del primer (rei) Harsiese mostren que mai va ser un Summe Sacerdot d'Amon per dret propi.

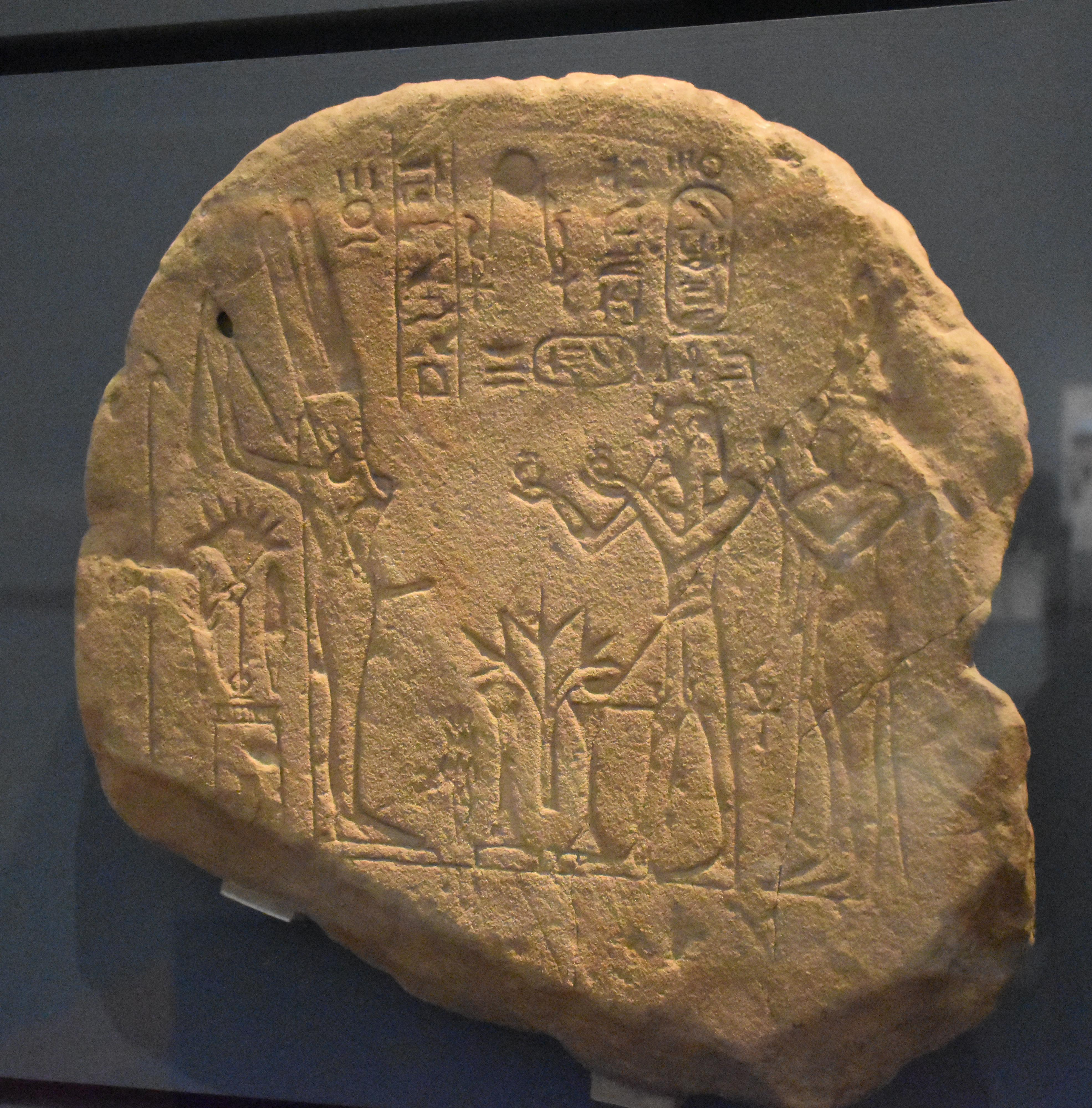
Estela de Harsiese seguida de Karomana, esposa del déu, enfront d'Amon-Kamutef

Més aviat, tant Harsiese A com el seu fill [...du] –l'existència dels quals es coneix per les inscripcions dels objectes funeraris d'aquest darrer a Coptos– només estan testimoniats com a sacerdots ordinaris d'Amon. En canvi, mentre que Harsiese A era certament un rei independent a Tebes durant la primera dècada de la reialesa d'Osorkon II, una persona diferent que també es deia Harsiese, Harsiese B per l'arqueologia, era realment el Summe Sacerdot d'Amon. Aquest Harsiese B està atestat en el càrrec a finals del regnat d'Osorkon II, l'any 6 de regnat de Sheshonq III i els anys de regnat 18 i 19 de Petubastis I.
Tot i que Harsiese A podria haver esdevingut rei a Tebes abans de l'any 4 d'Osorkon II, sens dubte va governar Tebes durant la primera dècada del regnat d'Osorkon II. El control d'Osorkon II sobre aquesta gran ciutat només està documentat per primera vegada per dos textos separats del nilòmetre de Karnak de l'any 12, el que significa que Harsiese havia mort ja en aquell moment.

## Enterrament
El rei Harsiese va ser enterrat en una tomba dins del temenos de Medinet Habu, en un sarcòfag de granit (JE 60137) fet per a la germana de Ramsès II, Henutmire, i tancat amb una tapa amb cap de falcó. S'hi van trobar quatre vasos canopis buits No s'ha conservat cap rastre de la tapa, cosa que suggereix que podria haver estat de fusta.
El taüt de Harsiese és d'estil similar al taüt de plata amb cap de falcó de Sheshonq II, i als "rastres del taüt daurat d'Osorkon II.